# Legea de distribuție Cauchy

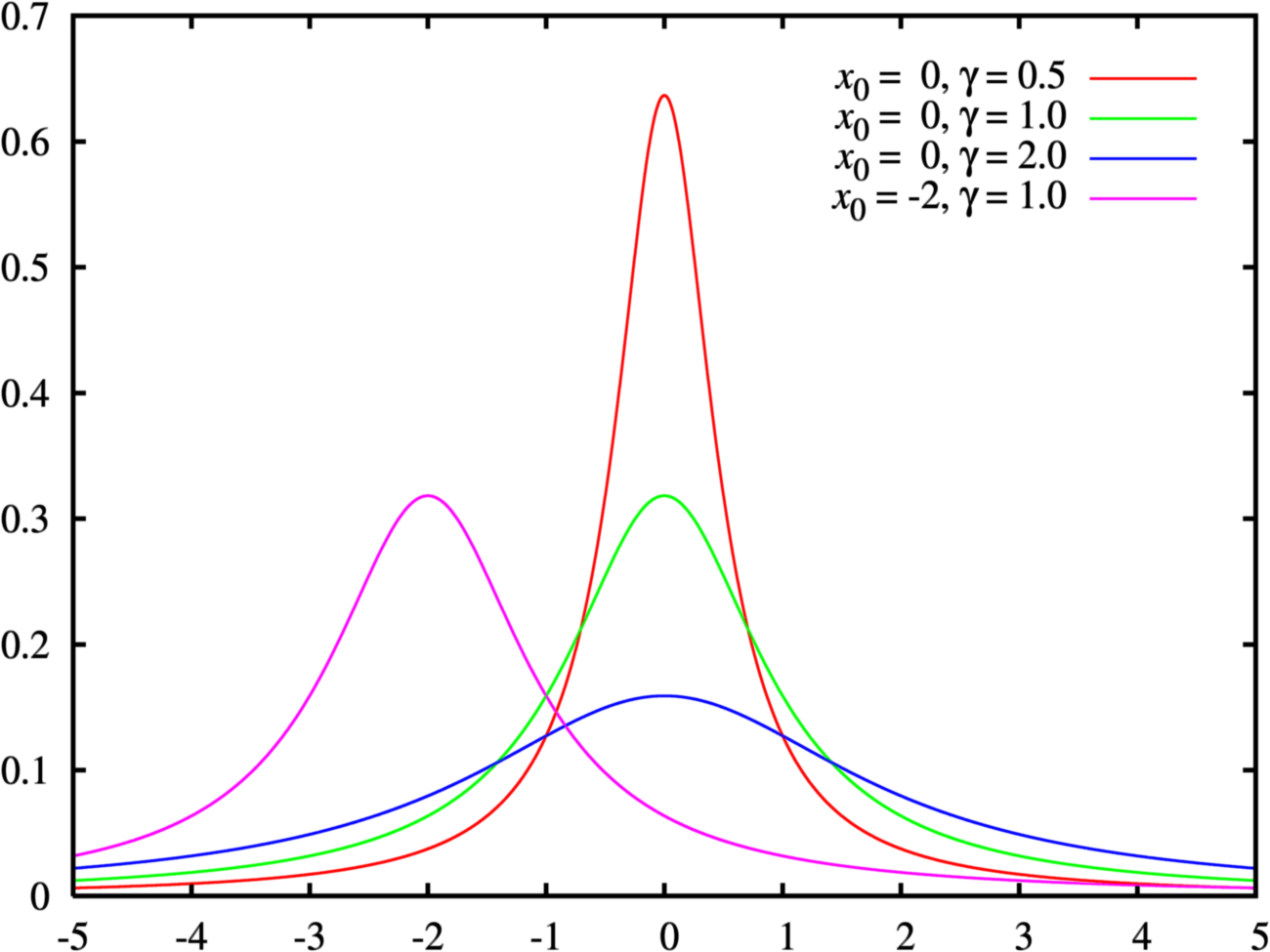
Distribuţia Cauchy pentru diferite valori ale lui şi a.

Legea de distribuție Cauchy sau Legea de distribuție Cauchy-Lorentz (numită astfel după numele lui Augustin Louis Cauchy și Hendrik Lorentz) este o lege de probabilitate cu multiple aplicații în statistică, fizică (studiul rezonanței, spectroscopiei).

## Definiție
Distribuția Cauchy este o distribuție a probabilităților definită prin densitatea de probabilitate:
{\displaystyle f(x)\;=\;{\frac {1}{\pi }}\cdot {\frac {s}{s^{2}+(x-t)^{2}}}} , unde :
{\displaystyle \mathbf {s} >o} și {\displaystyle -\infty \;<t\;\infty } .
Funcția de distribuție Cauchy este:
{\displaystyle F(x)\;<\;P(X-x)\;=\;F(x)\;=\;{\frac {1}{\pi }}\cdot \arctan \left({\frac {x-t}{s}}\right)} .